# Mayac
Mayac (okzitanisch: Maiac) ist eine französische Gemeinde mit 322 Einwohnern (Stand: 1. Januar 2022) im Norden des Départements Dordogne in der Region Nouvelle-Aquitaine (vor 2016: Aquitanien). Die Gemeinde gehört zum Arrondissement Nontron und zum Kanton Isle-Loue-Auvézère. Die Einwohner werden Mayacois genannt.

## Geographie
Mayac liegt etwa 20 Kilometer nordöstlich von Périgueux an der Isle. Umgeben wird Mayac von den Nachbargemeinden Coulaures im Norden und Osten, Cubjac-Auvézère-Val d’Ans im Süden sowie Savignac-les-Églises im Westen.

## Bevölkerungsentwicklung
| 1962                       | 1968 | 1975 | 1982 | 1990 | 1999 | 2006 | 2018 |
| -------------------------- | ---- | ---- | ---- | ---- | ---- | ---- | ---- |
| 287                        | 269  | 268  | 245  | 247  | 306  | 295  | 344  |
| Quellen: Cassini und INSEE |      |      |      |      |      |      |      |

## Sehenswürdigkeiten
- Kirche Saint-Saturnin aus dem 12. Jahrhundert, Monument historique seit 1948/2008
- Schloss Mayac aus dem 18. Jahrhundert
- Schloss Sarazac aus dem 15. Jahrhundert

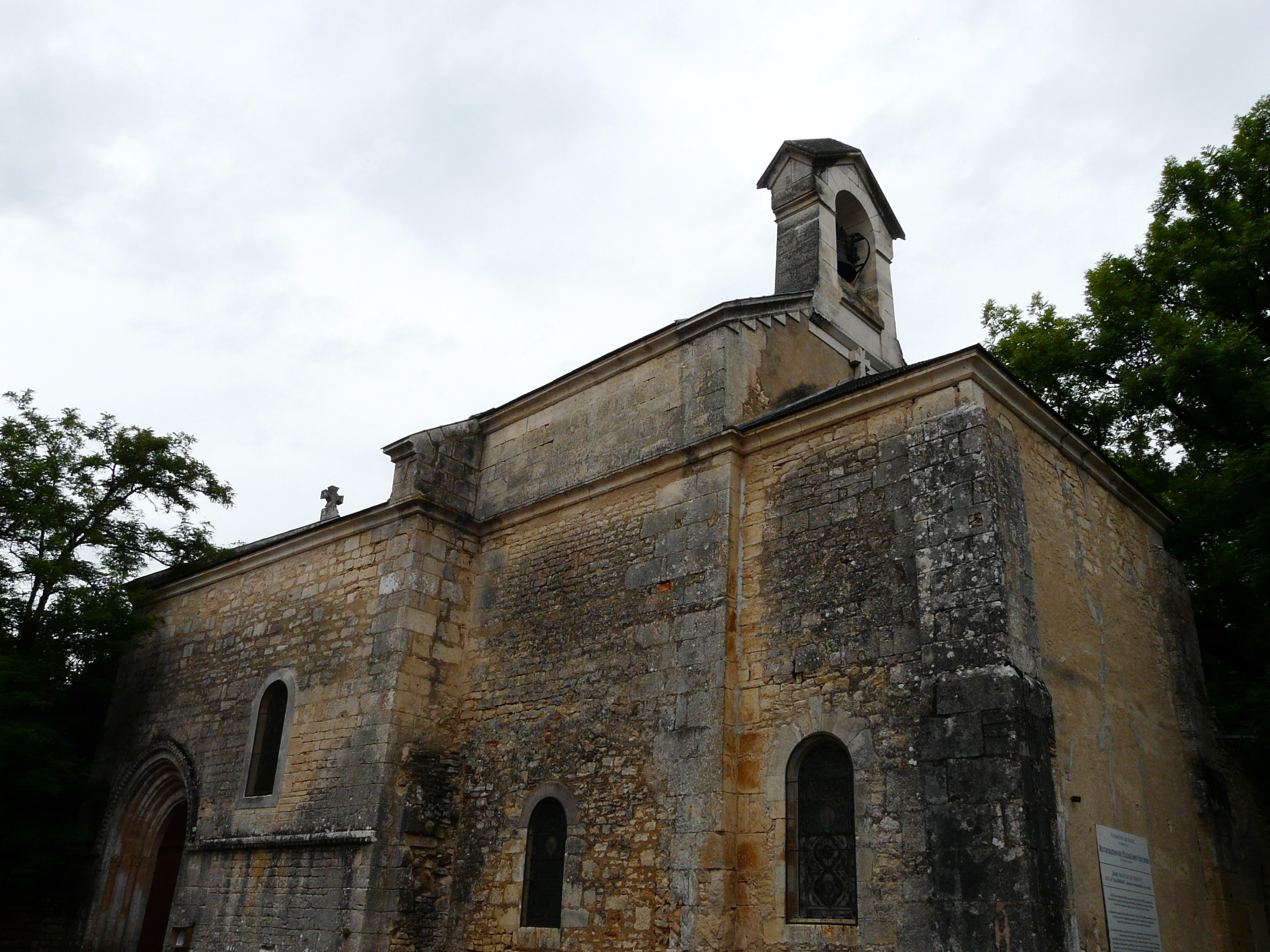
Kirche Saint-Saturnin
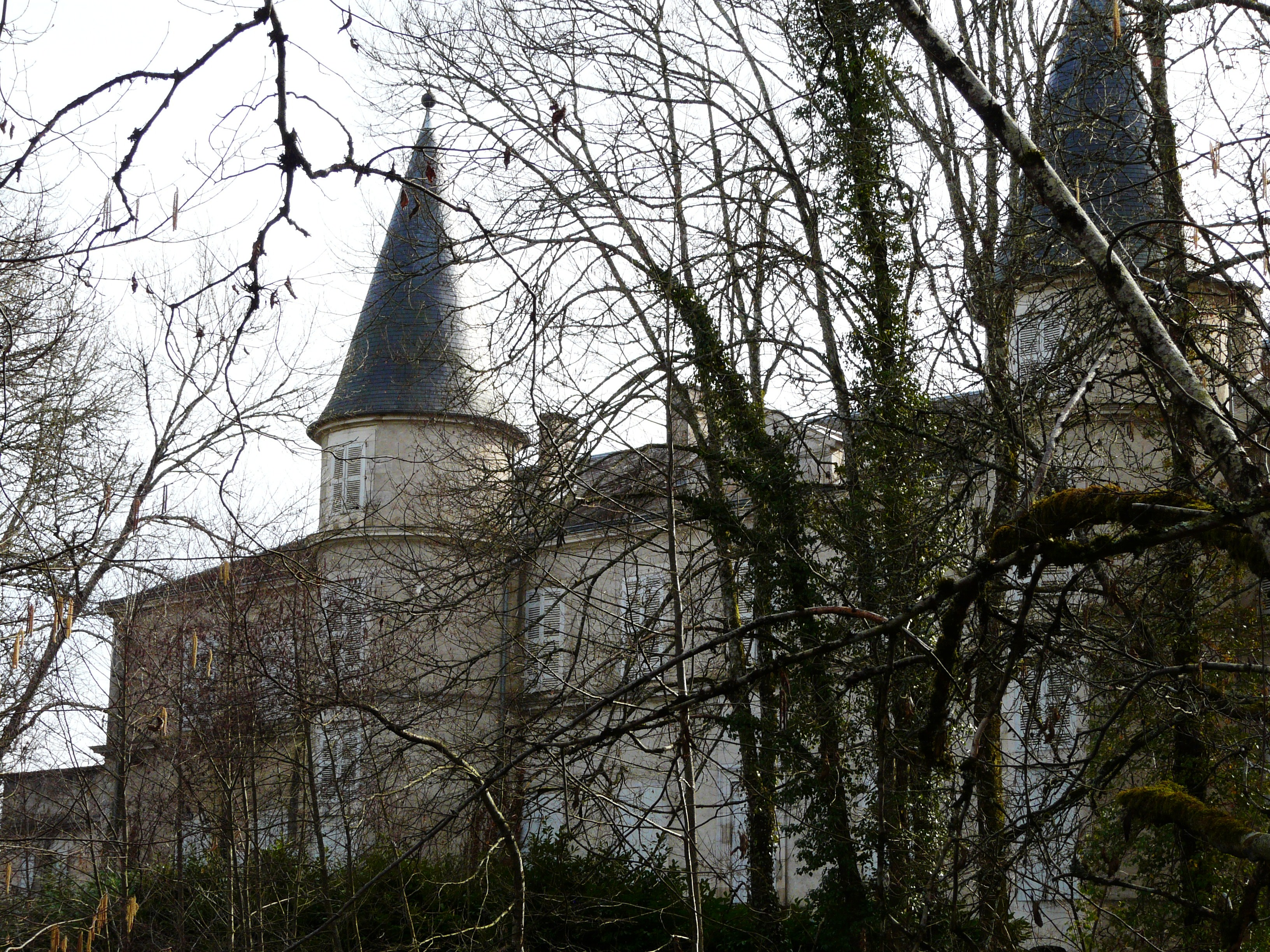
Schloss Mayac
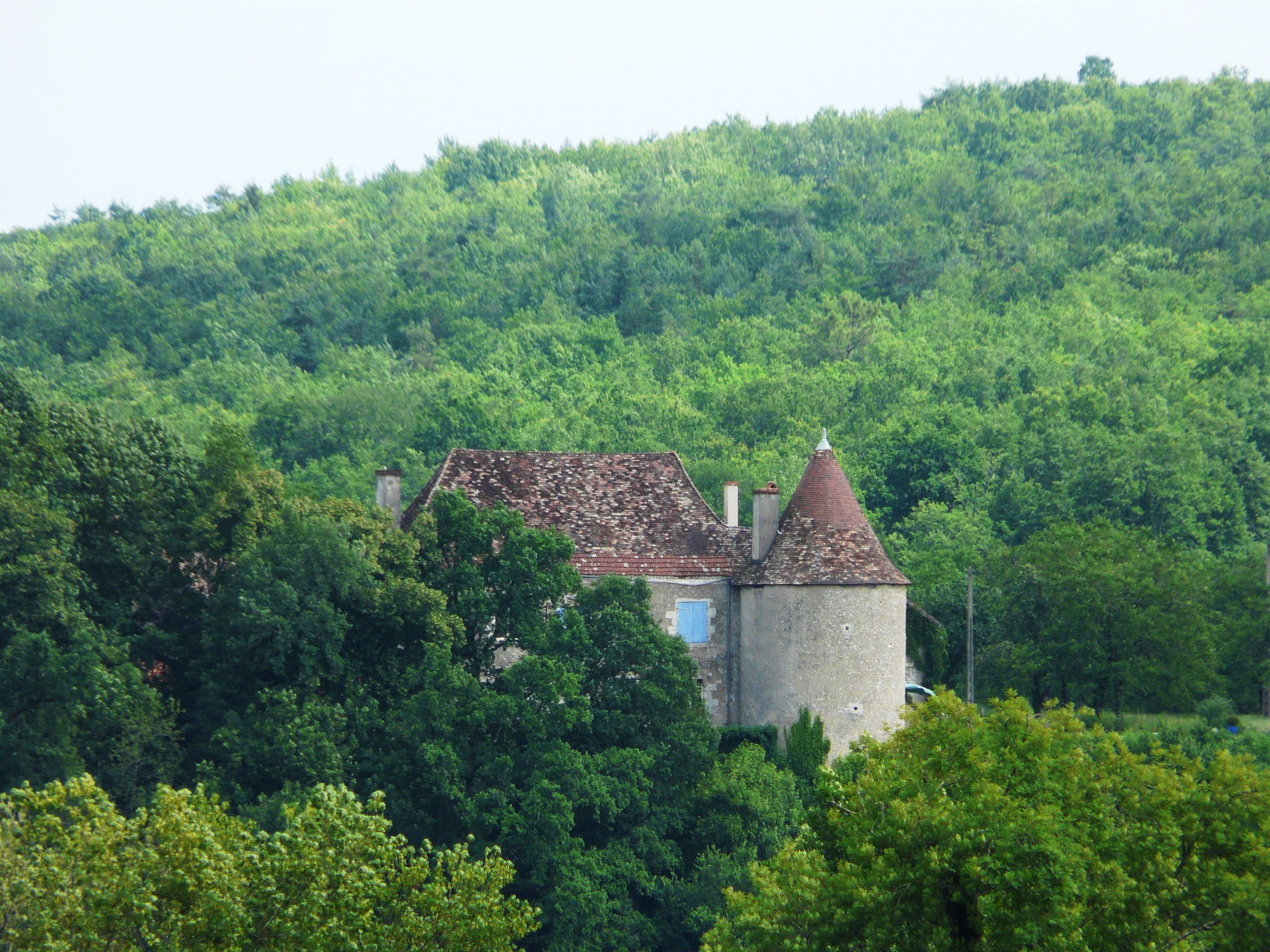
Schloss Sarazac